# Leptodactylus myersi
Leptodactylus myersi és una espècie de granota que viu al Brasil, la Guaiana Francesa, Surinam i, possiblement també, a Guyana.